# Garde nationale (France, 1870-1871)
Pour des articles plus généraux, voir Garde nationale (France) et Garde nationale de Paris.
 (septembre 2020).
Si vous disposez d'ouvrages ou d'articles de référence ou si vous connaissez des sites web de qualité traitant du thème abordé ici, merci de compléter l'article en donnant les références utiles à sa vérifiabilité et en les liant à la section « Notes et références ».
La Garde nationale est une milice citoyenne créée la première fois à Paris pendant la Révolution française. Durant la guerre franco-allemande de 1870 et la Commune de Paris en 1871, elle jouera un rôle important dans la défense des Parisiens.

## Origines
La Garde nationale est fondée en 1789 par un comité d'électeurs parisiens pendant la Révolution française. Elle prend rapidement la forme d'une milice présente dans de nombreuses villes de France pour y assurer le maintien de l'ordre. Si son rôle est limité en province, la Garde nationale de Paris seconde les forces régulières de l'armée et la police dans le contrôle politique de la ville. Par son mode de recrutement, elle à l'origine une milice bourgeoise ouverte aux seuls citoyens dits actifs, c'est-à-dire les électeurs âgés de 18 à 60 ans payant une contribution directe égale à trois journées de travail.
La Garde nationale s'associe parfois aux soulèvements populaires, comme lors des journées révolutionnaires de 1830 et 1848, mais elle peut également défendre l'ordre établi et réprimer l'insurrection comme lors des journées de Juin 1848, si bien que les autorités s'en méfient,. Elle symbolise ainsi, pour l'historien Pierre-Henri Zaidman, les aspirations du peuple : « Lorsque la Garde nationale soutient, par son intervention ou sa neutralité, les forces de l'ordre, on parle d'émeute ; mais a contrario, lorsqu'elle rallie le camp des insurgés, l'émotion populaire devient une révolution ».
Dès sa naissance, la Garde nationale est une institution républicaine et démocratique par le principe de l'élection de ses cadres et par la constitution de conseils de famille, chargés de l'administration à l'échelon des compagnies, du versement de la solde et des sanctions aux infractions légères. Ces structures, tout comme le principe électif, sont remis en cause par l'établissement de régimes autoritaires, mais la Garde nationale demeure un espace de sociabilité politique où les opinions circulent librement lors de réunions informelles. Pour Rémy Valat et Pierre-Henri Zaidman, la Garde nationale est, avec les conseils de prud'hommes, « la seule institution ayant conservé une tradition démocratique ».

## Guerre contre la Prusse

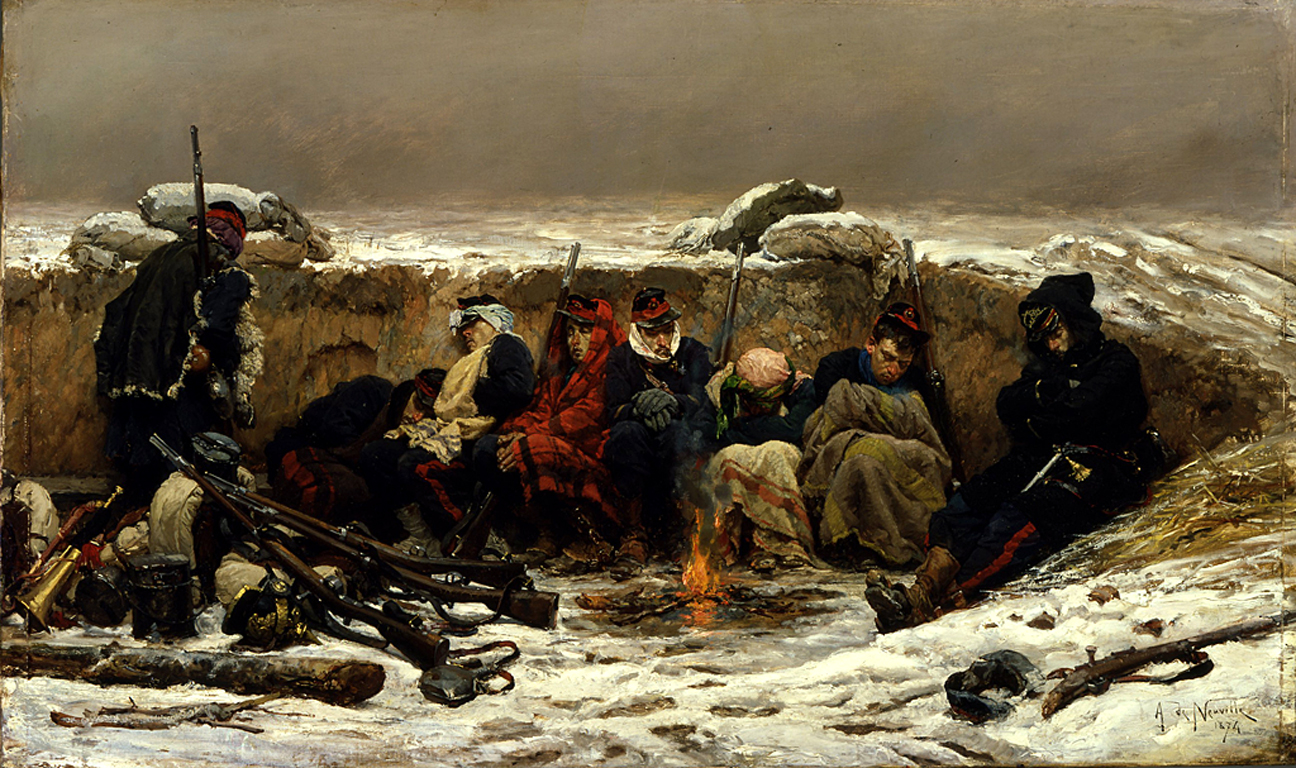
Gardes nationaux dans les tranchées, d'après Alphonse de Neuville.

En période de guerre, la Garde nationale est parfois utilisée comme une armée de seconde ligne qui peut opérer loin de ses bases. Sous le Second Empire, devant la menace d'un conflit armé avec la Prusse, Napoléon III fait évoluer son organisation, notamment par le vote de la loi Niel en 1868 qui instaure une Garde nationale mobile, véritable armée de réserve. Les effectifs de la garde parisienne, réduits à 14 000 hommes et 60 bataillons dans les premières années du régime, sont finalement doublés après la déclaration de guerre qui intervient le 19 juillet 1870. Mais dans la pratique, le recrutement des « moblots » est lent. Le 12 août, la Garde nationale sédentaire est rétablie.
Par ailleurs, la Garde nationale est d'abord faiblement mobilisée. Le décret du 16 juillet ne concerne que les gardes nationaux habitant les régions militaires du Nord, de l'Est et de la région parisienne. Il y avait une absence de préparation. Le 10 août, le parlement votait une loi visant à compléter les forces des gardes sédentaires et mobiles. Le 18 août 1870, une autre loi y incorporait 40 000 jeunes supplémentaires. Le décret du 23 août les formait en régiments provisoires d'infanterie et la loi du 29 août les plaça dans l'armée active. Cela démontrait que la Garde nationale était utilisée comme un ultime moyen de défense.
Sous l'impulsion des députés républicains, le Corps législatif adopte le 2 septembre une loi qui rétablit les conseils de famille et le remplacement des officiers et des sous-officiers des différents bataillons par l'organisation d'un scrutin démocratique.
Le conflit tourne au désastre pour l'armée française : l'empereur capitule à Sedan le 2 septembre, la République est proclamée à l'Hôtel de ville de Paris le 4 septembre et le siège de la capitale commence le 19 septembre.

## Chute de l'Empire et Siège de Paris

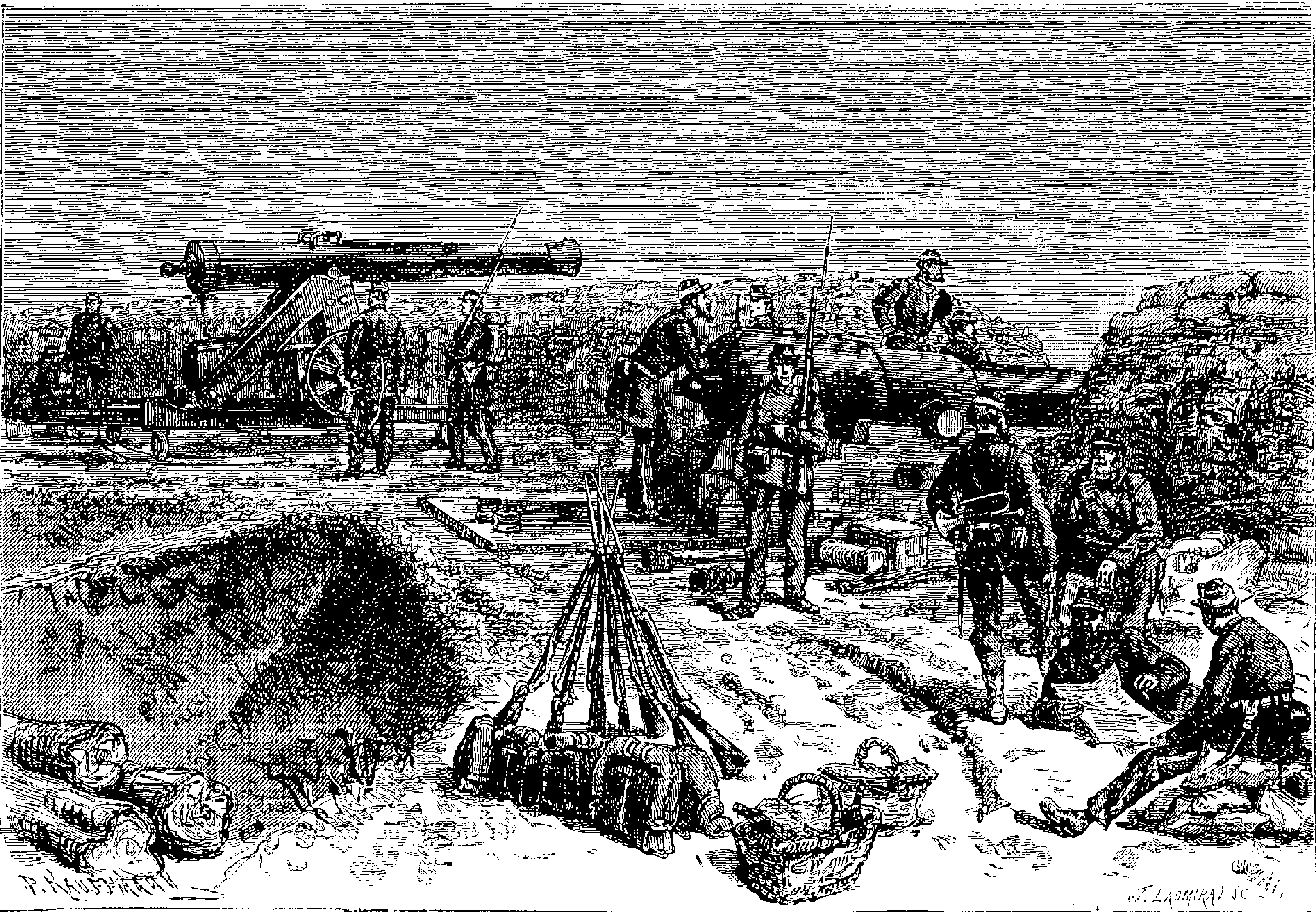
Batterie d’artillerie utilisée par les gardes nationaux pendant le siège de Paris.

Devant la menace du siège, le gouvernement de la Défense nationale élargit le recrutement de la Garde nationale et augmente considérablement ses effectifs en l'ouvrant aux classes populaires : le 12 septembre, un décret du ministre de l'Intérieur Léon Gambetta leur attribue une solde quotidienne minimale de 1,50 francs ainsi qu'une aide alimentaire versées par l'intermédiaire des mairies d'arrondissement. Fin septembre, la Garde nationale compte environ 300 000 hommes regroupés en 254 bataillons et rattachés à l'armée commandée par le général Trochu. Les bataillons de la Garde nationale sont regroupés en vingt légions qui correspondant aux vingt arrondissements, et le nombre de bataillons est proportionnel à leur population : ainsi le 11e arrondissement, le plus peuplé, dispose de 26 bataillons, quand le 7e arrondissement n'en compte que sept. Chaque bataillon est lui-même divisé en huit compagnies, parfois plus, dont les quatre premières constituent les compagnies de guerre qui peuvent être engagées dans les opérations militaires, conformément au décret du 8 novembre 1870.

## Commune de Paris

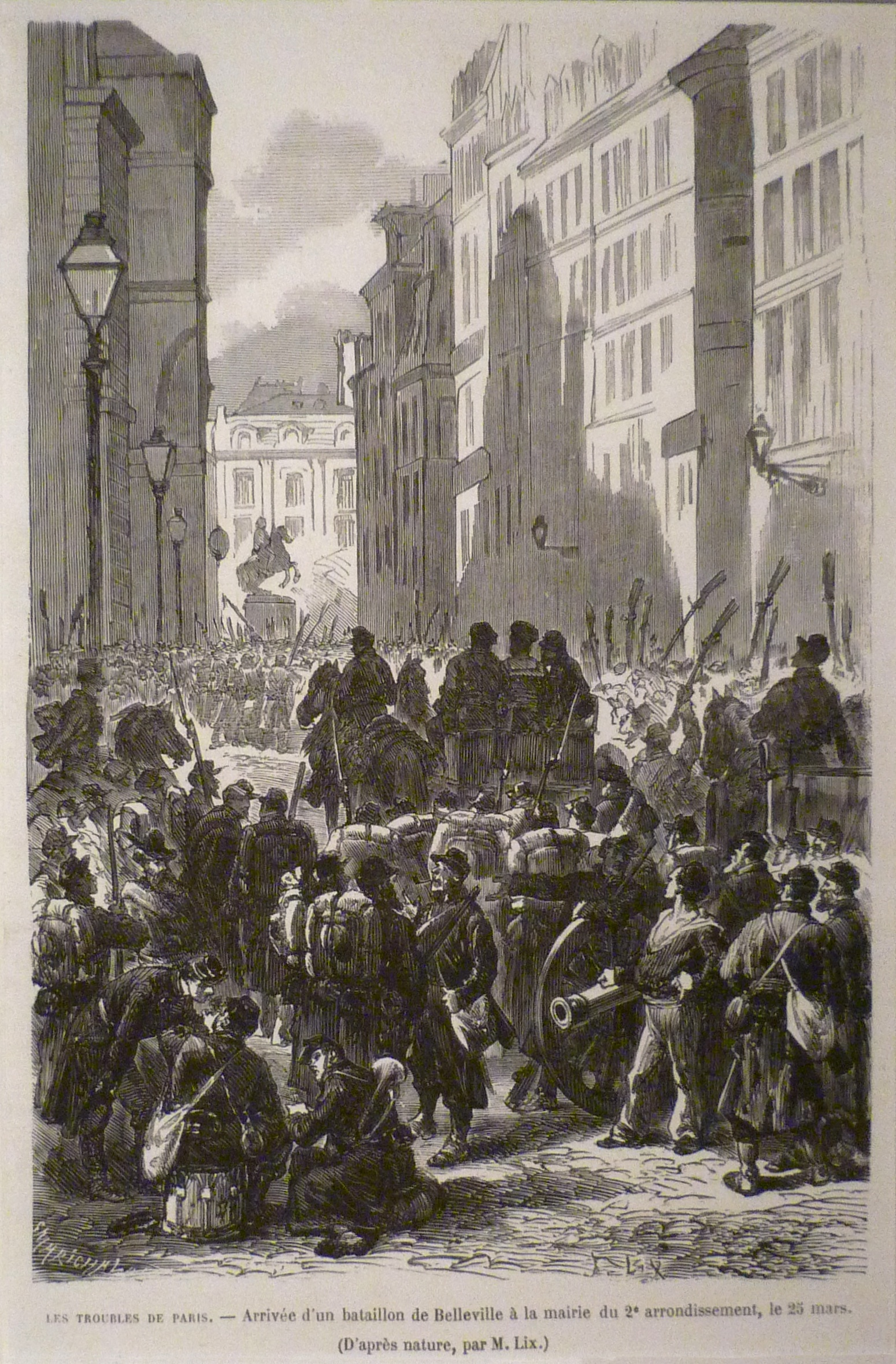
25 mars 1871: arrivée d'un bataillon de gardes nationaux de Belleville devant la mairie du 2e arrondissement.

Dès octobre, des gardes nationaux anarchistes firent des actions antigouvernementales. Durant toute la durée du siège, la garde sédentaire n'apporta aucune aide sérieuse. Des bataillons de gardes nationaux étaient sensibles à la propagande révolutionnaire. Entre le 1er février et le 3 mars 1871, 2 000 délégués réunis élaborèrent, puis adoptèrent, les statuts d'une Fédération républicaine de la Garde nationale. Un comité central protesta contre toute éventuelle tentative de désarmement de la Garde nationale. Elle ne voulait reconnaître d'autres chefs que ceux qu'elle se donnerait. Le 18 mars, le gouvernement tenta de faire reprendre par l'armée les canons payés par les Parisiens et appartenant à la Garde nationale parisienne. Les gardes participent alors à la Commune, qui dure du 18 mars au 28 mai 1871, et se termine dans le sang, avec une grande répression menée par les troupes gouvernementales (Semaine sanglante).

## Dissolution de la Garde nationale
Le 25 août 1871, à la suite des évènements de la Commune, fut votée la dissolution des gardes nationales dans toutes les communes de France. La loi du 27 juillet 1872 prévoit que « tout corps organisé en armes et soumis aux lois militaires, fait partie de l'armée et relève du ministère de la guerre » (Art. 6). La Garde nationale était ainsi définitivement supprimée.